# Microcristal·lí

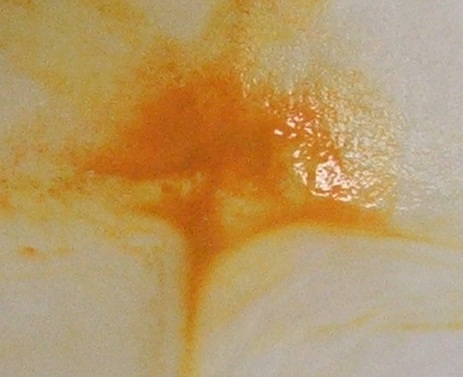
Òxid de coure (I) microcristal·lí.

Microcristal·lí descriu una de les subdivisions, per grandària dels grans dels cristalls components d'una roca, de la propietat de les roques coneguda com a granulositat. 
Quan els grans no superen els 0,033 mm reben el qualificatiu de microcristal·lins, just per sota de les roques de gra més gruixut que reben el qualificatiu de afanític o dens.  a causa d'aquesta petita grandària requereixen un microscopi per examinar els cristalls de la roca o substància cristal·litzada.
Roques que presenten aquesta textura són: calcedònia, sílex, pòrfir de quars, ònix, chert, calcària colom, etc.